# Jovice
Jovice este o comună slovacă, aflată în districtul Rožňava din regiunea Košice. Localitatea se află la altitudinea de 294 m deasupra n.m., se întinde pe o suprafață de 10,08 km2 și în 2017 număra 732 de locuitori.

## Istoric
Localitatea Jovice este atestată documentar din 1352.

## Demografie
| An:                | 1994 | 2004    | 2014   | 2024   |
| ------------------ | ---- | ------- | ------ | ------ |
| Număr de persoane: | 612  | 695     | 761    | 820    |
| Diferență:         |      | +13,56% | +9,49% | +7,75% |

| An:                | 2023 | 2024   |
| ------------------ | ---- | ------ |
| Număr de persoane: | 798  | 820    |
| Diferență:         |      | +2,75% |